# 蕭麗虹
蕭麗虹（Margaret Shiu，1946年7月23日—2021年8月30日）是英屬香港出生的台灣藝術家、策展人暨收藏家，同時是替代空間「竹圍工作室」創辦人。美國加利福尼亞大學柏克萊分校主修經濟，大學畢業後曾在美國麻省理工學院工作並旅居瑞士與新加坡多年，1976年隨丈夫舉家搬回臺灣定居。1980年代開始投入陶藝實用器物的製作，曾前往美國短期陶藝研習班進修，多次在臺灣與國際間舉辦或參與展覽。其後逐漸轉往視覺藝術的領域發展，特別是關注裝置藝術。在1989年和1992年，她分別獲得臺北市立美術館主辦的「現代雕塑」首獎、及「臺北現代美術雙年展」典藏獎。
面對臺灣藝術發展的限制與期許，蕭麗虹積極提倡國際文化交流事務，特別關注閒置空間再利用。1995年，她在淡水河河畔創辦臺灣第一首營利國際藝術村「竹圍工作室」，致力於替代空間的長期規劃，是臺灣藝術村的先驅。「竹圍工作室」提供展演空間及工作空間，培植多位藝術家發展前衛作品，並透過藝術家進駐、推動交流。在早期政府尚未發展完整的文化政策時，她還提倡藝術進駐與閒置空間再利用，並與多位藝術家共同創辦「視覺藝術聯盟」、「藝術文化環境改造協會」及「女性藝術協會」。其中集結藝術界的力量，長期與政府部門溝通協調，並積極鼓吹華山藝文特區的永續經營。
同時期，蕭麗虹與竹圍工作室透過豐富的國際人脈與機構合作機制，與許多藝術研究、交流單位合作，並推動關於文化創意空間的研究。同時期，她積極推動以藝術家介入社會行動、工作室交流等活動，關心社會及生態環境永續性等議題。2009年，她與藝術家吳瑪悧共同發起「樹梅坑溪環境藝術行動」。另外，她還會透過收藏藝術家作品的方式，支持不同時期的臺灣藝術家。2013年，她與吳瑪俐以「樹梅坑溪環境藝術行動」獲得第十一屆台新藝術獎。2021年，她因為藝術國際交流推廣的貢獻，獲得第二十五屆臺北文化獎。同年8月30日，蕭麗虹在新加坡逝世，享年75歲。

## 早年生活

### 學術教育

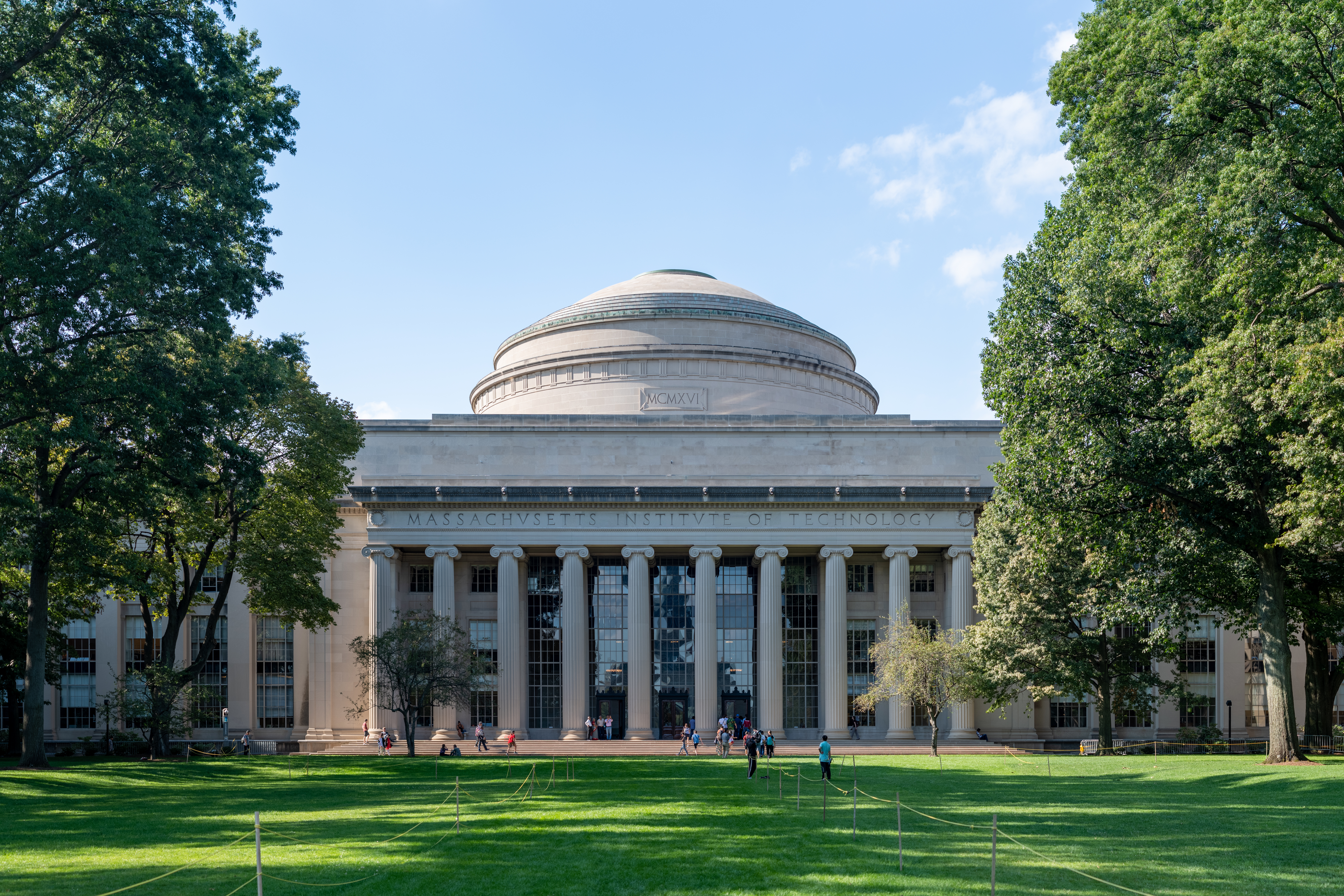
在美國麻省理工學院的經驗，奠定蕭麗虹往後從事藝術工作的基礎。

1946年，蕭麗虹在英屬香港出生，與七個兄弟一同成長。其父親是一名商人，在廣東省中山市成長，喜歡收藏傳統古物及陶瓷器。母親是典型的家庭主婦，在香港接受英國式教育，喜歡西方化品味。雖然從小在大城市長大，蕭麗虹每逢星期假日便會出外遊玩；她非常喜歡觀察自然景觀，特別是躺在沙灘上關注天空變化。其從小便接受西式教育，在義大利就讀修女學校。1965年，在高級中學畢業後，前往位於美國柏克萊的加利福尼亞大學柏克萊分校就讀，主修社會經濟發展學。最初選擇學習經濟的原因是為了要研究亞洲經濟發展的路線。
在柏克萊的大學生活是蕭麗虹發展世界觀與人生哲學的重要時期。儘管曾被告知沒有天份，由於從小對於藝術的喜愛，她選擇西方美術史與建築史課程為副主修，也是其最早接觸的藝術教育。當時她經由建築史而開始對空間產生概念，不過並沒有想過把藝術當成事業，僅僅視為是個人興趣和修養。在修讀美術史後，她還轉往學習社會哲學，其後重新回到經濟學領域。除了吸收廣博的知識外，她培養出對政治、社會、及人類命運的同理心與使命感，並成為一名女性主義者。1969年，在加利福尼亞大學柏克萊分校取得經濟學位畢業後，她與丈夫共同前往美國麻薩諸塞州劍橋。
其後，蕭麗虹在麻省理工學院經濟學系擔任助教，以其專業投入美國職場性別平等問題的研究，工作歷時8年。她還利用工作之餘，前往學校學習陶藝、金屬器皿等工藝美術製作，並對銀器最感興趣。在這期間，她在麻省理工學院的「藝術多媒材」課程中嘗試陶藝的可能性，並製作出首件陶藝作品《「河馬」紙鎮》。在劍橋的經驗奠定其往後從事藝術活動的基礎。後來因為丈夫工作的關係，她前往瑞士、新加坡等地定居，並在金融業工作多年。其中她曾進入「新加坡發展銀行」經濟發展策略研究室工作，擔任經濟發展研究的工作。

### 定居臺灣

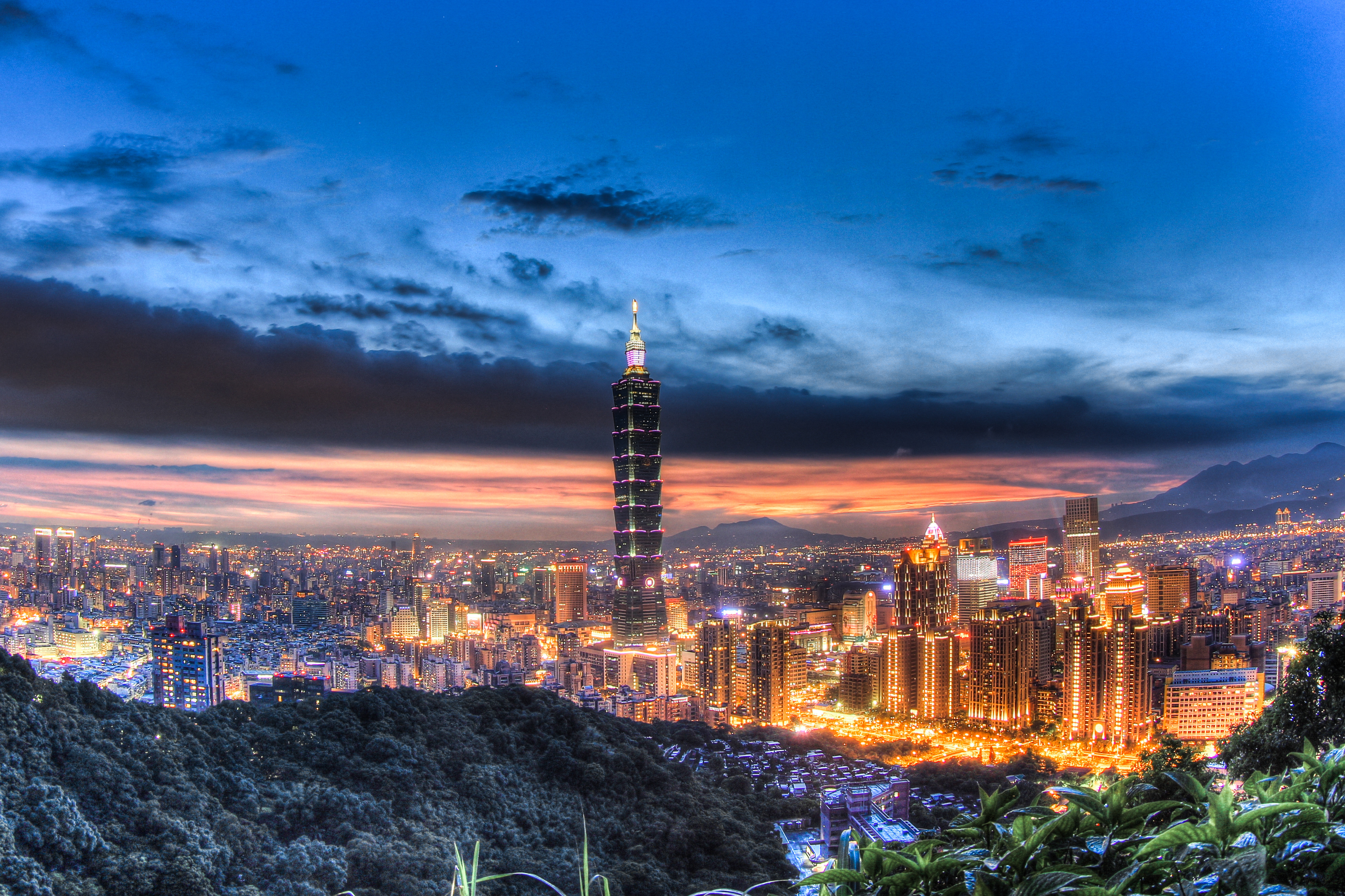
1976年，蕭麗虹全家搬往臺灣臺北市定居，其後開始學習陶藝製作。

在新加坡發展銀行的分析與研究工作中，蕭麗虹每天需要閱讀十份報紙、三十本雜誌、國際公司年度報告書，基於社會學與經濟學觀點提出建議。不過面對金融界的工作備受政治壓力的干擾，她因為性格的原因，不喜歡經濟發展淪為服務政治運作的工具。在這種環境下，她覺得應該去做更有意義的事情，並認為政治是主導一切的力量。在這期間，她經常被視為是「外國人」，並遭到其他人的排擠。1976年，她和丈夫、小孩遷往臺灣臺北市定居。為了尋求心靈的平衡與寧靜，她開始跟著接受日本教育的婆婆學習日本插花，並由此體認到花器的重要性。
由於找不到滿意的花器，蕭麗虹決定自己學習陶藝燒製。她便藉著陪伴家婆捏陶治病的機會，學習陶藝並產生興趣。1977年，她經人介紹與家婆一起前往顧獻樑妻子所主持的陶藝工作室學習，美國駐華大使安克志的妻子便是她們的教師。當時她還認識許多駐臺灣外交機構使節的夫人們。1978年，顧獻樑的陶藝工作室關閉。由於其表現出對於陶藝的熱心及才能，因此顧獻樑及其妻子決定將設備出讓給她，鼓勵其繼續進修。同年，她前往林葆家設立的「陶林」工作室繼續進修，跟著後者學習傳統手拉坯、黏土及上釉等陶藝基本知識。
1979年，蕭麗虹成立自己的個人工作室。1981年，她進入李亮一設在天母的「天母陶藝工作室」。由於李亮一較注重徒手成形的做法、教法較自由，符合蕭麗虹的性格，使得其與「天母陶藝工作室」有著深厚情誼。在「天母陶藝工作室」裡，她不僅與愛好者探討陶藝技巧，也結交許多交換經驗心得、相互支持鼓勵的朋友。她還經常協助安排其他國家的陶藝家前往工作室示範、演講，並把國際發展現狀介紹給成員，由此影響作品方向。在1983年至1984年，她還在「天母陶藝工作室」任教。1985年，在將工作室搬到天母之後，她則便於前往「天母陶藝工作室」。

## 藝術活動

### 早期創作

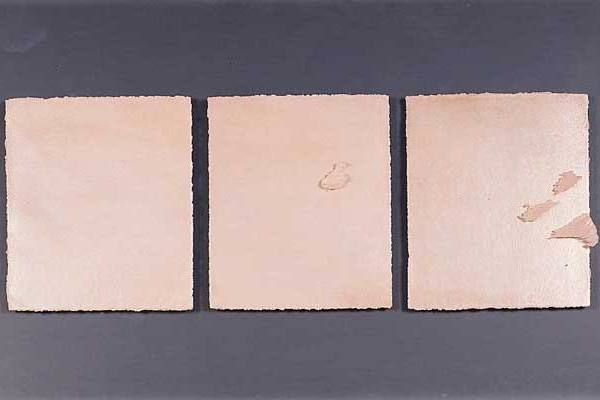
《雲，no.36》，1987年，臺北市立美術館典藏。

最初蕭麗虹比較偏愛徒手成形的做法，製作造型簡潔、釉色純樸的作品。她首次參加臺北市立美術館競賽展覽「現代陶藝推廣展」入選的實用作品，便是徒手成形的茶壺及茶盞。1982年夏天，因為想要精進專業、及更加了解美國現代主義藝術，她首次申請參加美國紐約陶藝研究講習會進修，與啟蒙老師菲利普·考李留斯（Philip Cornelius）、詹姆斯·馬金（James Makin）學習開放的拉坯概念，奠定往後製作薄片的技能。其後除了實用器皿外，她的作品有更豐富的內涵與表現方式，並追求概念性的造型藝術。另外在1983年，她還首次製作以「人」為題材的《修女》，後來衍生為「人間系列」。
蕭麗虹最早的藝術實驗是結合實用性與觀賞性的碟子，其後全心投入純粹造型與繪畫的陶板製作，並研究各種表現技法。由於在美國學習紙張與金屬器品的經驗，她使用陶土模倣兩者的視覺效果，並運用在後來的《海浪》及《雲》系列。1984年，由於傳統美學及形式上的限制，她再次前往美國緬因州緬因州工藝學校陶藝創作高級研究班、及紐約帕森設計學院陶塑設計研習班進修，期望擺脫過往陶藝的典型模式。同時，她開始鑽研質地潤白且透明的「骨瓷」系列，儘管未能做出教師示範的完整勻稱薄度，卻意外發現厚薄不均陶板的另類美學，並開發出新的作品風格。
蕭麗虹運用色料與白土混合的技術，以肌理細膩的骨瓷開創《雲》系列作品。她還利用噴槍在陶板上製作類似自然畫面的釉色景象，例如《浪花》、《潑》、《秋曦》、《上嶼眺望》、《秋意》、《春雪》、《野外日出》等作品。其他表現還有像是使用陶板揉曲變化製作作品《海》，及使用多塊陶板拼組《春之花》、《移動II》、《野花》、《十二的故事》等作品。同年，她進入紐約格林威治陶藝學校（Greenwich Pottery）學習建築雕塑。在這幾次海外研修期間，她不再因為作品範疇是屬於「雕塑」或「陶藝」的身份定位感到困惑，並深刻地體認到應該掙脫無形的框架盡情發揮。
蕭麗虹還先後師從美國女陶藝家凱薩琳·黑爾西亞（Catherine Heirseoux）、卡爾·卡爾布雷斯（Carl Colbreth）、瑪麗蓮·丁滕法斯，學習立體及壁飾技術，使其能突破傳統、發展大型陶藝作品。其陶瓷作品也不再侷限於造型藝術表現，而經常結合其他媒材、配合環境空間要素，來表達自己的想法。當時臺灣當代藝術快速發展，她與幾位甫剛從海外返回臺灣的藝術家成為朋友。1986年，她進入剛成立的「現代藝術工作室」成為學員，接受主持人、畫家暨雕塑家的賴純純指導，拓展有關雕塑的創造能力。同年，她以「大自然的動態」為名，在臺北市「美國文化中心」舉行首次個人藝術展。

### 主題轉變

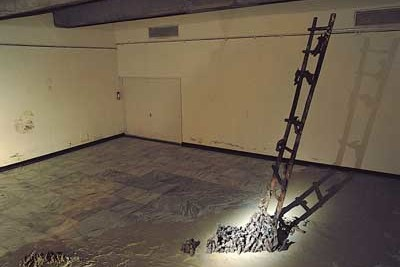
《老梯子》，1991年至1992年，臺北市立美術館典藏。

1986年至1987年，蕭麗虹的作品開始由平面轉往三維空間，此時期的《飄》與《浮》便屬於裝置藝術。她試圖使用綜合媒材打破傳統陶塑的侷限，模擬動態藝術效果，使其在媒體、想法和題材上有更自由的發揮。同時期，她成為前衛藝術團體「伊通公園」成員，以經濟學背景擔任財務管理顧問。儘管她覺得自己的感性表達路線與「伊通公園」藝術家的理性風格相差甚遠，但從中獲得許多鼓勵、支持與指導，其中畫家莊普影響最多。其後她的人生哲學出現深刻轉變，並因為對生命的質疑，而對宗教產生相當大的興趣；同時她對人權及族群融合有著積極、強烈的思考。
1987年後，蕭麗虹的許多作品圍繞生命的本質與意義，表現手法由抽象藝術轉為象徵主義與具象藝術，從運用敘事語言朝向具社會批判意識的裝置藝術空間。除了抽象化的造型藝術外，她以陶土捏製半抽象的群眾，配合物件構築社會縮影。在購買一臺搟泥機後，她用來製作陶管及泥管，象徵人們的鬱悶與被壓迫，稱其為「毛毛蟲」。在1987年臺北市立美術館「實驗藝術──行動與空間展」的《必經之路》、及1988年「現代美術新展望」的《來了、去了》都屬於這類作品。這是其使用象徵手法影射世間現象的時期，最具代表性的是1989年獲得臺北市立美術館「現代雕塑展」首獎的《途徑》。
自從「六四事件」後，蕭麗虹捨棄「極簡主義」的美學要求，關注重點放在世界歷史的探詢與批判，轉為充滿人文主義的觀照與哲思風格。她還決定捨棄隱喻的規約符號，改用直接的手法表達批判與關切。其中「人間系列」由紀念「六四事件」製作的《團結為力？》開始，首次塑造具體的陶偶，同樣手法還應用在《必經之路》與《歷史事件》。1991年初，她在臺北市立美術館舉辦個人藝術展「兩個世界」，屬於概念性裝置藝術的成熟風格表現。1992年，她在國立清華大學藝術中心舉辦第三次個人藝術展「過程與體驗」，但作品遭到破壞。
同年，蕭麗虹的作品《老梯子》入選臺北市立美術館「臺北現代美術雙年展」典藏獎，為六件得獎人之一，是唯一獲獎的女性。她將早期《雲》系列題材與「人間系列」技法結合，使其更具深度與變化，新風格出現在1990年至1992年的作品《天賜？》及《觀雲記》。1993年6月間，她在「伊通公園」舉行「觀雲記」，回到對自然的探討。同年，她在臺北市福華沙龍藝廊舉行個人藝術展「蒼穹之下，后土之上」，呈現強烈敘事性及文學性。1994年，她在臺北縣美展發表抽取淡水河河水的環境藝術作品《引渡》，作品《白雲蓋地》則發展出符號性的「文字」觀念藝術。

### 公共參與

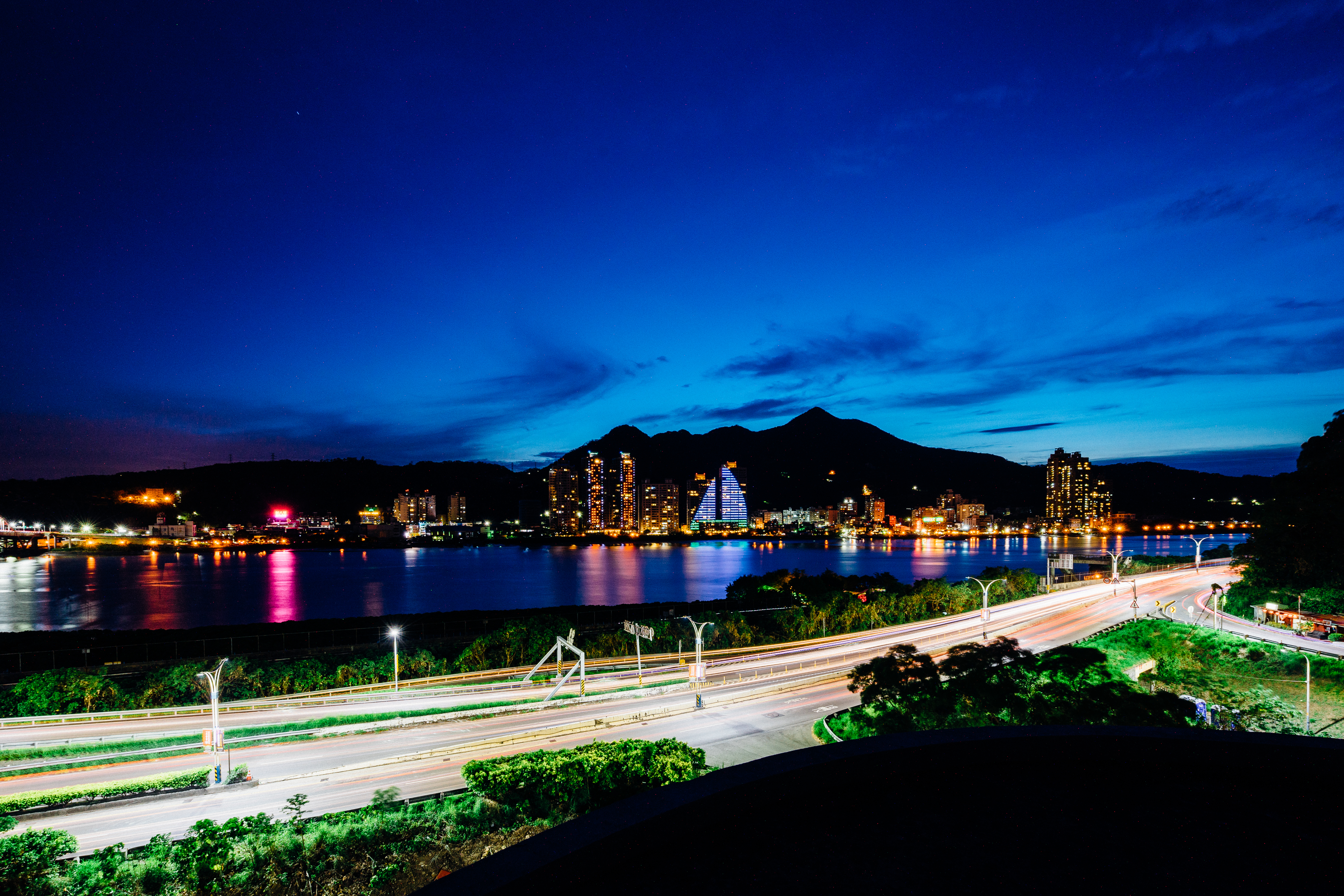
在1995年以後，蕭麗虹便致力於替代空間「竹圍工作室」的長期規劃，並投入國際藝術文化交流活動。

1994年，蕭麗虹在臺北市立美術館舉行個人藝術展「人生如戲」，該館研究組亦舉辦藝術展覽「蕭麗虹的世界」。1995年，由於需要開放的空間，她和幾位藝術家在淡水河河畔租用雞寮，創辦臺灣首座非營利國際藝術村「竹圍工作室」，舉辦實驗性展覽、培育藝術家、開放進駐及交流。作為「竹圍工作室」的策劃人，她致力於替代空間的長期規劃，接待多位國際資深顧問、藝術家、策展人、研究生等。1995年至2000年，她擔任臺北市現代藝術協進會理事，開始關注臺灣藝術生態環境的改造，成為主要的發言人及代言人。
1996年至2001年，蕭麗虹擔任中美亞洲文化基金會董事，參與藝術生態環境改造，特別是國際交流項目。同年，策劃巡迴臺灣、美國的現代陶藝六人展「土的詮釋」。1997年，她在竹圍工作室「游移美術館」舉辦個人藝術展「家園」，並參與國際交流展「河流──新亞洲藝術臺北對談」。同年，臺北市立美術館二二八事件美展「悲情昇華」展出裝置藝術作品《烏雲遮白雲》。她還參加改造臺灣整體藝術生態的運動，爭取作品及展演空間的權益。1998年，她成為華山藝文特區籌備會召集人，協助推動臺北酒廠成為市中心表演場地，並積極鼓吹永續發展的必要性。
1999年，蕭麗虹在「伊通公園」舉辦個人藝術展「360°→180°→0°」。同時她是多個協會創立成員，在1999年至2000年擔任視覺藝術聯盟理事長、常務監事、理事，在1999年至2006年擔任藝術文化環境改造協會籌備會主任、理事長、常務理事、理事，在2000年至2005年擔任女性藝術家協會常務監事、理事。2001年至2006年，她擔任臺北市政府文化局公共藝術審議委員會，還是都市設計及土地使用開發許可審議委員。2002年至2006年，她擔任國際藝術村協會諮詢委員。2004年至2006年，她擔任國際藝術村協會亞洲地區常務理事。
2005年至2006年，她擔任亞洲藝動網絡召集人與代表人。2005年，蕭麗虹在臺北縣立十三行博物館「太陽祭」系列活動中，舉辦戶外裝置藝術展「船與海洋的聯想」。同年，竹圍創藝國際股份有限公司正式成立，與原先工作室架構共同推廣當代藝術與國際藝術村交流。2006年，她受邀擔任亞洲藝術網絡（Arts Network Asia）計劃獎助審理代表。2009年，她與藝術家吳瑪悧共同發起「樹梅坑溪環境藝術行動」，關注環境永續性與生態復育議題。2010年，她在臺北縣政府大樓藝廊舉辦展覽「靜觀其變──天、地、人」。

## 個人生活

### 生活情況
蕭麗虹的個頭嬌小，性格男性化、充滿幹勁且熱心，早期其國語略帶有廣東省口音。她的丈夫是新竹地區望族的兒子，從小在香港接受教育，並且是蕭麗虹哥哥的同學、朋友。她認為其和丈夫是青梅竹馬，一起成長求學。其後因為丈夫工作的關係，她先後前往瑞士、新加坡等地居住，並在金融業工作多年。1976年，她因為丈夫出身背景緣故，與丈夫、小孩搬往臺灣臺北市，並長期定居。原本她以為可以找到想像中的東方世界寧靜，不過當時臺灣經濟與社會正處於轉變期，反而讓她面臨到無法承受的壓力與混亂。
當時擁有經濟學背景的蕭麗虹在銀行擔任高階主管，不過臺灣的社會氛圍讓長期處於西方文化體系的她其必須適應一陣子。丈夫陳家是臺灣典型深受日本文化、教育影響的傳統大家族；在剛結婚的時候，不諳習俗的蕭麗虹曾被家族和親友視為「洋鬼子」或「洋媳婦」。最初夫家希望她留在家裡，一邊照顧孩子，一邊熟悉臺灣環境。在孩子出生後，由於希望能夠陪伴成長，她決定辭去銀行的高薪工作，並專心在家中照顧孩子。不過這使得時蕭麗虹除了要負起照顧公婆的責任之外，也得專心地扮演傳統婦女的角色。
對於自小接受完整西方世界教育、且習慣上班族生活的她來說，這是生命的一個重要轉捩點，也是相當大的考驗；其後展開一段相當困難的各式禮數適應期。因為家庭的關係，她開始學習扮演好的母親與妻子角色，並試圖跟著家婆熟悉和融入臺灣的環境文化，包括使用臺灣話等。她在這期間也開始學習陶藝，並因而接觸到藝術領域。1983年，當時拘泥在中國傳統家庭觀念下生活的她，面臨種種壓力而沒有疏通管道，並突然罹患一場大病。儘管後來確認並未罹患癌症，但這場大病嚴重影響她，並進入相當沮喪的情況。
其後蕭麗虹決定不再逃避自我，認為必須找尋生活空間才能活出個人，也經常透過作品反映階段「難題」。但儘管丈夫與公婆支持其創作，直到孩子在高級中學畢業留學後，才開始投入創作。竹圍工作室便是丈夫家產業的雞寮因為臺北捷運淡水線開通閒置，經重新整理後，改建成佔地800坪的陶藝工作室與倉庫。後來竹圍工作室以藝術聚落方式經營，服務項目越來越多元，並參與1990年代對於藝術生態遠景的建構。在展覽過後，她也會把許多裝置藝術展覽使用的泥土放在竹圍工作室養護。

### 其他活動

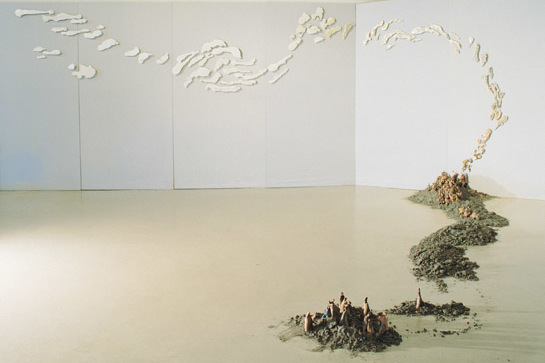
《天賜？（#2）》，1990年至1992年，臺北市立美術館典ˋ藏。

蕭麗虹自我認同為文化工作者，而非藝術家。為藝術包含各種面向，不同生活背景及工作環境的人都需要接觸，而對其來說還是一種調劑。在不是藝術相關科系本科生的情況下，其藝術觀點和詮釋相對較為明白、且有時代感。不過由於不是科班出身，好學的她還曾經考慮進入藝術學校就讀，不過周遭的朋友認為不必受到學院內部限制而勸阻。不過為了彌補自己的不足，她還是經常前往國立故宮博物院學習中國美術史。另一方面，她還越來越懷疑傳播媒體的可靠性，不相信報紙以各種觀點報導的「事實」，並認為總是帶來與理想相反的現實社會黑暗面。
蕭麗虹是一位興趣相當廣泛的藝術家，長期關心藝術生態與公共事務。1980年代末，隨著現代藝術工作室、二號公寓、伊通公園等替代空間相繼在臺北市成立，她經常前往這幾個離家不遠的地方。她因而結交許多能夠共同討論藝術範疇、想法與命題的好友，包括莊普、賴純純、陳正勳、盧明德、范姜明道、陳慧嶠等人。她還經常與賴純純、莊普等人一起策畫或參加諸多具實驗性的聯展，並在送件比賽中獲得大量獎項，獲得藝術界的肯定。在家庭與經濟的支持下，她持續努力投入創作、展覽、比賽、駐村，但進入藝術圈時也感受到性別不平等的問題。
同時期，蕭麗虹還長期投入視覺藝術作品的私人收藏，並以此支持不同時期的臺灣藝術家。早在1980年代，她已經收藏包括吳昊、張杰、蕭勤和陳庭詩等藝術家的作品。其後她不僅以藝術家身分和朋友交流，並大量收藏莊普、賴純純、陳慧嶠、范姜明道等人的作品。在竹圍工作室成立之後，其收藏範圍從原本極簡主義的抽象風格，擴及至更具實驗性的領域，並發現石晉華、吳瑪悧等當時尚在發展個人語言的藝術家潛力。2018年，她在遠流出版公司著作《不良嗜好：收藏臺灣藝術40年》，收錄收購的現代視覺藝術作品，並以個人角度回顧臺灣藝術史發展。
不過隨著蕭麗虹的文化事務參與得越來越多，其作品產量亦有所減少；這讓她希望退休，回到創作視覺藝術向社會提問的初衷，並退出竹圍工作室的經營管理者角色。她也逐漸減少藝術收藏的習慣，並從收藏家身份轉為當代藝術贊助者的角色。2020年，受到大環境變化與嚴重特殊傳染性肺炎疫情影響，竹圍工作室宣布將在2021年11月關閉。2021年初，隨著身體出現狀況，她在竹圍工作室尾牙餐宴上宣布退休訊息，並專心接受治療。其病情經過幾次療程後一度好轉，並在竹圍工作室閉幕論壇中出現。但在同年8月30日凌晨，蕭麗虹在新加坡逝世，享年75歲。

## 藝術觀點

### 作品風格
蕭麗虹的創作歷程是從傳統瓶子、罐子、碟子到陶板，進入雕塑及行為藝術領域；陶土是每個時期相當重要的素材，作品風格從精緻到豪放均有。在由陶藝進入藝術領域時，她並未受制於釉彩專門技藝、及陶土媒材限制。其作品不依賴複雜的技能、而以最單純的擀土板或機械擠型賦予形狀，她還專注於黏土材料和技術的不斷試驗、研究與開發，嘗試擴展陶藝語言表達空間的範疇。其早期作品反映出「極簡主義」的美學觀點，嚴格要求陶瓷材質、製作技術、表面質感、釉色變化等處理，並精確掌握素材特性、巧妙且適切地應用，是其「為藝術而藝術」的純粹時期。
早期「山水系列」作品從彩雲、水蒸氣、風雨、山川、天體、海水、彩虹等主題取材，表現出對自然動態的觀察力，形成探求內心和諧、唯美主義意境的風格。這些自然事物讓蕭麗虹在紛擾的世界得以超脫，也是迴避生活現狀及社會問題的寄託。由於心境的變化，她後來把注意力轉移到宗教及生命的探討，更具體地揭發與關切社會問題。對於生死輪迴、生活現象與追求的思索，使其作品形式、造型與敘事產生變化，轉為寓言式的剖析與表白，也顯示出其面臨的壓力、及對這個世界的敏感與焦慮。為了尋求更深層的作品空間，她將陶土材料的使用拉回原點，重新探索其本質與意義。
同時期，莊普啟發蕭麗虹使用陶土以外的材料，並對裝置藝術的完整度有許多指導。其後她將不同媒材、現成物結合至作品中，形成多種材質間的對比、衝突與矛盾，也重新詮釋黏土材料的空間意義。在「人間系列」作品中，她探討人性本質及批判社會現狀，認為貪欲與自私是「混亂」的根源。她捨棄使用釉彩、純化與唯美主義的意象表現，大量使用機械擠型的黏土土條或土管，予以撕裂、扭曲並做出縮小變形的群眾。在「兩個世界」系列作品中，將人性醜惡面的觀察擴展到整個地球，以時空矛盾、政治衝突、意識形態對立、及兩極化傾向為訴求重點。
在「世間事」系列作品中，呈現出以第三人稱的觀點冷靜審視、省思相關事件。美學訓練則發揮在整體空間結構的互動與調適，包括顏色的配合、物件的搭置、實體的造型、與虛位的形制。其後的作品還以女性身體與性別出發，涉入生態環境、自然意識、人類社會等不同的文明議題，且往往是以寬宏、人道主義的同理心角度來解讀歷史和展望未來。同時蕭麗虹的藝術作品還超越傳統美學的呈現形式，採取「儀式」般的行為藝術展現，並邀請參觀者主動參與作品。在發現策展可以滿足其挑戰性和多元性後，她還投入藝術策展的活動，一度策展人的工作還多於藝術家。

### 文化產業

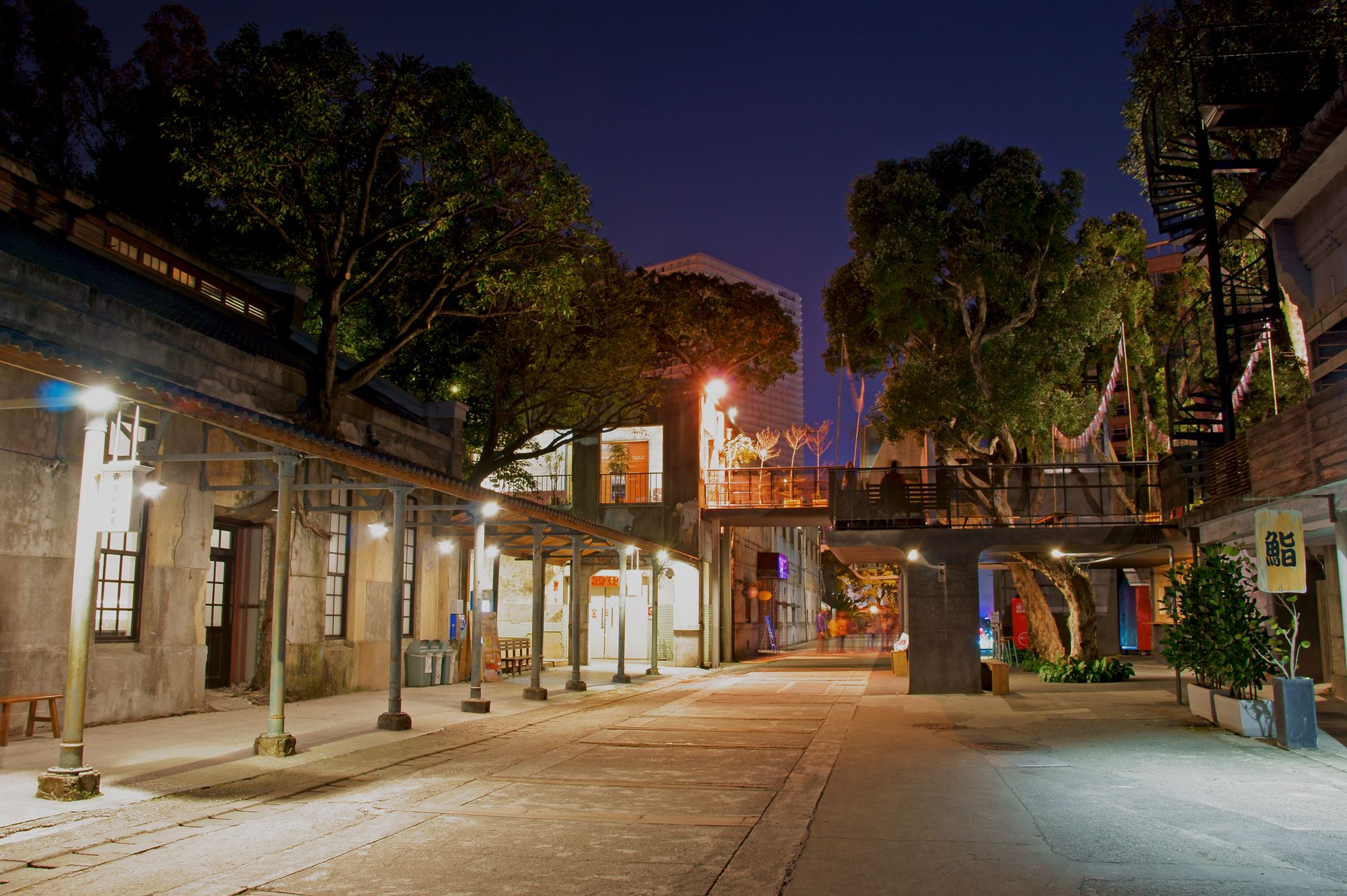
竹圍工作室有意識地進行相關議題的研究與推動，包括藝術村、閒置空間再利用等。

蕭麗虹畢業於加利福尼亞大學柏克萊分校經濟系，在相關產業擔任金融分析師多年，但是其性格偏向追求開放的藝術家，矛盾的個人特質使其整合藝術作品與商業模式。面對臺灣藝術發展的限制，她推動閒置空間再利用、文化創意空間等研究，主辦多場學術研討會和工作坊等交流。同時在學習使用漢語後，她撰寫藝術評論與文章介紹其他國家的藝術村，參與藝術界的討論。早在1996年，她便進行駐地藝術工作室組織與型態的紀錄研究，並在藝術雜誌《藝術家》發表。她還與其他藝術家共同向政府提出意見和需求，以尋求更好的環境與資源，並推動政府相關政策的研究。
1998年，因應行政院文化建設委員會的「國家藝術村」規劃，竹圍工作室接受調查與研究的委託，在隔年出版《藝術創作與交流磁場──全球藝術村實例》。2002年，行政院文化建設委員會委託竹圍工作室執行，並出版《文化空間創意再造──閒置空間再利用 國外案例彙編》。在2005年後，竹圍工作室扮演文化研究的民間智庫角色，對於藝文概念、另類空間、政策行動建構出一套方法學。2006年，竹圍工作室完成研究報告《描繪亞洲藝能動量──藝術基地的合力效應》。2007年，竹圍工作室接受行政院文化建設委員會委託，進行《藝術創作與交流的磁場──檢視臺灣藝術家駐村政策之發展》的回顧研究。
蕭麗虹認為藝術與文化創意有其價值，並非金錢能夠取代。其中她關注政府對藝術的介入方式，認為應該將文化視為重要投資，教育和培植文化創意工作者、協助其獨立創業。不過她也提到文化創意的生產並非一般情況，是從生產概念、進行實驗、進入市場、量產到再創作的複雜生產過程。其中《文化創意產業發展法》鬆綁並提供藝文環境各項資源，但她也擔憂無法有效解決產業問題，特別是補助經費未能扶植較小集團。同時期，她還投入建構國際藝術交流網絡及推動國際文化創意產業，完成多項具有前瞻性與影響力的工作。
其中除了接受政府補助的案件之外，竹圍工作室與竹圍創藝國際有限公司有意識地經營國際文化藝術創意產業，同時進行相關議題的研究與推動，包括藝術村、閒置空間再利用、創意產業、城市文化等。同時比對國際趨向與反應，檢討臺灣的文化政策趨向。而基於將臺灣本土文創推向國際的想法，竹圍工作室將協助藝術家規劃進修、發展途徑視為重點計劃，並成立「創藝養成網」提升文化工作者的程度。蕭麗虹還認為臺灣的文化特質具備充分的自由度與厚度，這是相較於其他亞洲國家更深層的價值所在。她還提到生活中的事物均是臺灣可以發展的特色，並期望從地方生命力建立起文化自信。

### 交流合作

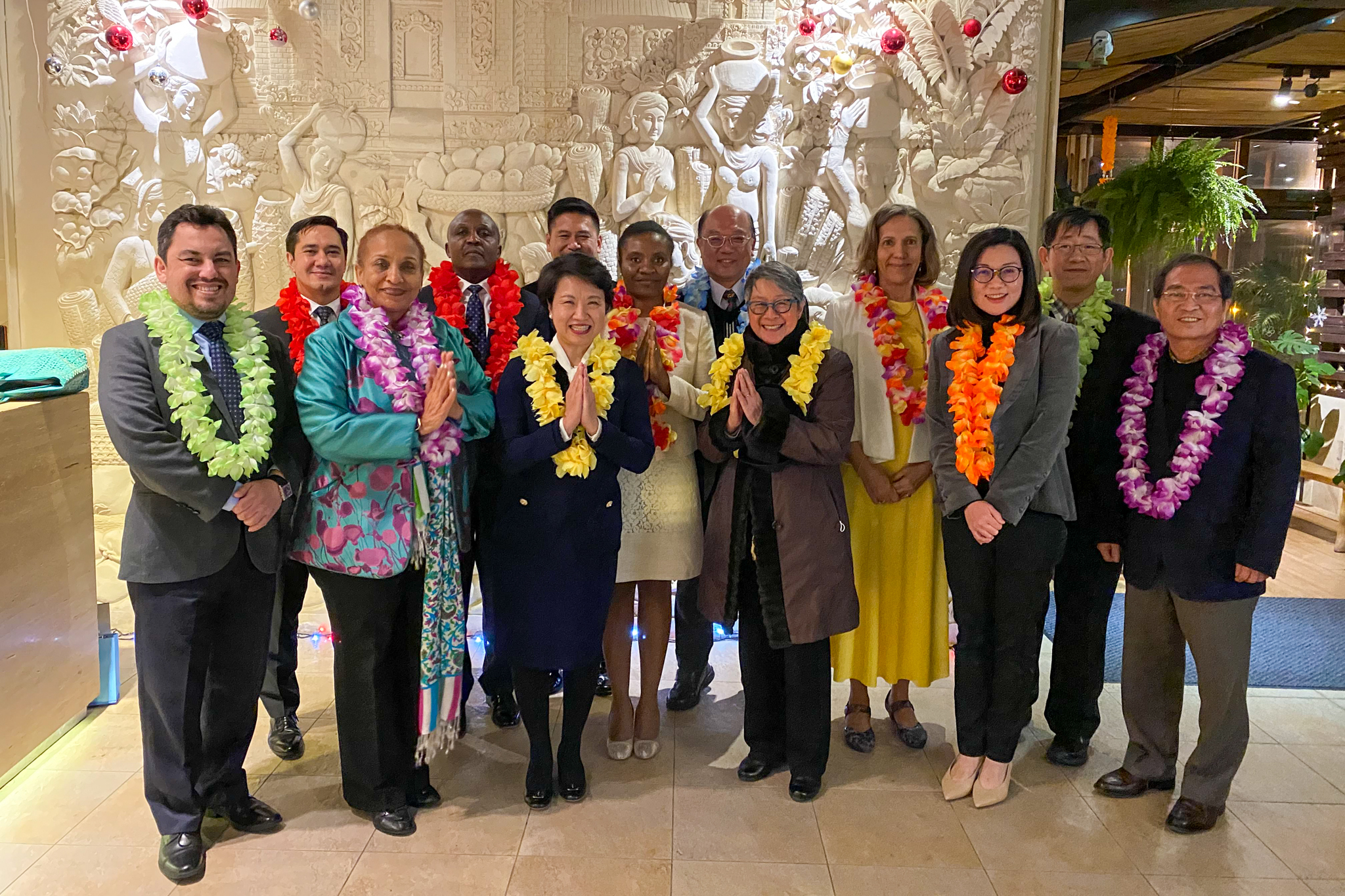
2020年2月，駐聯合國常任代表團訪問新北市八里垃圾焚化廠，並與蕭麗虹交流永續發展議題。

由於語言上的流利、生長環境及教育背景的關係，蕭麗虹很自然地接受國際最新陶藝概念及動向，沒有傳統作法的負擔。她認為藝術家應將傳統置於一邊，創造具現代感的顏色、造型及設計。在1982年至1985年之間，她三度前往美國進入短期陶藝研習班，學習陶藝製作、吸收知識技能、了解現代陶藝發展的方向，並進一步將國際資訊介紹到臺灣。這幾次在美國的研修對其陶藝概念及態度有很大的啟發，其作品旨趣逐漸擺脫傳統實用器皿，釉藥變化等製作處理，而是進入純粹裝飾的陶板、觀念藝術與象徵藝術的領域發展。
同時由於臺灣藝術環境的發展侷限，蕭麗虹還成為鼓吹國際文化交流的文化激進份子。早在1980年代，除了不斷引進國際先進知識外，她在陶藝界鼓吹藝術家前往其他國家見習，參加更多交流及競賽。基於這種理想，她還為臺灣陶藝家參加國際競賽爭取到政府經費援助。同時期，「天母陶藝工作室」、「現代藝術工作室」及「伊通公園」對其藝術生涯與作品有深刻的意義與影響，這些團體及場所也聚集一群年輕且有理想的藝術家，共同推動臺灣現代藝術的發展。隨著臺灣社會日益開放、言論尺度放寬，她除了批判性地從歷史、社會、政治議題尋求作品主題，也以藝術行動實現社會公益活動。
蕭麗虹還將藝術視為一種體驗過程與集體活動，強調邀請群眾見證、參與作品的完成或解放。其中在國立清華大學藝術中心舉辦的個人藝術展「過程與體驗」，首次邀請學生共同參與作品完成，發展出自發性集體創作方式。她還與臺灣當地社區合作，共同策畫環境藝術活動、及安排藝術作品課程。她還認為對藝術發展最有益處的駐村模式是長時間、有系統地聚焦在特定議題上，竹圍工作室亦會為進駐藝術家安排在地環境的社區導覽。由於受到好友吳瑪悧重視的「社會雕塑」理念影響，她開始認為藝術是介入社會的方式，而進入商業機制也不一定是藝術家唯一的目標。
在臺北市地價普遍過高的環境下，蕭麗虹希望協助藝術家找到空間，並認為可以將「文化在巷弄」的概念延伸到市容整頓，同時關注土地的環境生態。經濟學出身的她還以「社會分工」的概念創辦竹圍工作室，希望藉此逐一實踐對於藝術策展執行的理想。她認為策展人策劃成功的展覽需要付出許多努力，比較慣將展覽策畫與執行部分分開的「聯合策展」模式，由策展人找其合作策展，竹圍工作室提供策展所需各項資源單位，協助策展人專注於呈現展覽論述理念，而不需處理藝術家、藝術品、經費來源、協辦單位等問題。另外她認為「藝術行政」的專業可能讓藝術家的創意潛能更多發揮。

## 造成影響

### 人物形象
蕭麗虹是知名的陶藝藝術家，多次在臺灣與國際間舉辦或參與個展及聯展，並獲得多項獎項。由於其性格與生命經驗，其作品被視為是兼具東方世界與西方世界的特質，同時帶有觀念性與敘述性。其中《雲》系列是最廣為人知、標誌性的極簡主義作品，也是最具代表性及自傳性一個，被視為開創臺灣陶藝的前衛精神及風貌。她不僅超越傳統的瓶子或罐子造型，還將陶土的應用範圍擴大、與其他媒材結合，使陶藝成為雕塑與行為藝術的媒介。但儘管國際評審大多認為其得獎作品具有東方思維和精神，亦有堅持傳統漢文化表達與技法的陶藝師傅對其作品與技法有所質疑。
由於自身的國際經驗，蕭麗虹是少數在臺灣關心國際事件、並以此為作品題材的藝術家之一。其中紀念「六四事件」的作品《團結為力？》還曾遭遇中華人民共和國政府政治干預。其藝術試圖透過行動喚醒觀眾意識，還曾被形容是重建人性的「人性雕塑」。除了透過作品實踐理想及概念，她積極鼓吹國際文化交流，並促成臺灣整體藝術環境的改革與創新。其中她主持「藝術文化環境改造協會」和「視覺藝術聯盟」，與政府部門溝通協調、修訂法律、審議都市計畫等，為臺灣藝術進駐、閒置空間再利用的重要推動者。她與賴純純、吳瑪俐等人共同成立「臺灣女性藝術協會」，還是臺灣首個關注女性藝術家的組織。
蕭麗虹也是臺灣當代藝術家網絡及藝術村的先驅，其在新北市淡水區的「竹圍工作室」為具代表性的藝術據點之一。她也因此體會到當代藝術對於社會和文化的重要性。作為「竹圍工作室」及「竹圍創藝國際有限公司」的執行長，她對臺灣藝術生態環境的結構發展與轉變有著深遠的影響，培育不同世代藝術家與團體發展實驗性前衛作品、將超過400多名臺灣藝術家推向國際、及推動閒置空間的再利用。除了舉辦展覽及交流展活動等外，竹圍工作室的工作團隊還建立有關藝術文化交流的硬體設施、經營知識、及人脈關係等基礎。
在國際藝術交流的領域上，蕭麗虹同樣被視為是臺灣經營和參與國際組織、及藝術家交流網絡的重要先驅，並在全球格局中取得一定位置。其中竹圍工作室是國際藝術村聯盟的成員。她透過豐富的國際人脈及機構間的合作機制，推動與許多藝文研究、交流單位進行互動合作。在這過程中，她也從原先的地方執行者與推動者層級，提升至地方代表人的層級，並大幅提高藝術與文化產業的結合。同時她還積極推動藝術行動介入社會及生態、工作室交流活動、及多項文化議題行動等實踐，以為地方環境加入藝術能量。

### 獎項典藏

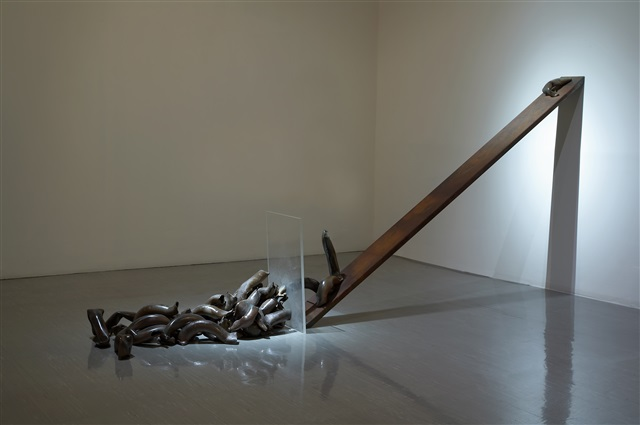
《途徑》，1989年，臺北市立美術館典藏。

早在1982年，蕭麗虹便以茶壺和茶具組成的茶具組參加臺北市立美術館競賽展覽「現代陶藝推廣展」，入選為實用性作品。在1984年以後，她開始投入各種競賽、個展及聯展的活動，並多次獲得現代美術獎項的肯定。其中她分別在1984年獲得臺北市立美術館「現代陶藝推廣展」佳作、1986年以作品《海》獲得臺北市立美術館「新陶之生陶藝展」佳作獎，並在1989年以作品《途徑》獲得臺北市立美術館第三屆「現代雕塑展」首獎。1992年，她再次以裝置作品《老梯子》在臺北市立美術館「臺北現代美術雙年展」中獲得典藏獎，是六位得獎者之一，也是唯一一名女性。
在1986年及1987年，蕭麗虹的作品分別獲得日本美濃及義大利法恩扎國際陶藝展入選。2005年，其戶外裝置藝術展「船與水海洋的聯想」獲得行政院頒發「臺灣海洋年成果發表會」的金鯨獎榮譽。在2013年，她與吳瑪俐共同發起的「樹梅坑溪環境藝術行動」獲得第十一屆臺新藝術獎。2021年8月，蕭麗虹因為藝術國際交流推廣的貢獻獲得第二十五屆臺北文化獎。
在典藏部分，臺北市立美術館典藏蕭麗虹六件作品，包括《無題（宇宙的一部分）》（1985年）、《無題（靜）》（1985年）、《雲，no.36》（1987年）、《途徑》（1989年）、《天賜？（#2）》（1990年至1992年）、《老梯子》（1991年至1992年）。另外國立歷史博物館也典藏其兩件作品，新北市立鶯歌陶瓷博物館、國立臺灣美術館、日本美濃陶瓷協會、美國亞利桑那大學美術館亦有典藏作品。

## 外部連結
- 蕭麗虹的官方網站
- 蕭麗虹的Facebook專頁
- 蕭麗虹的LinkedIn專頁
- 蕭麗虹的伊通公園專頁 （页面存档备份，存于）
- 竹圍工作室的官方網站 （页面存档备份，存于）